# Jürgen Jahncke
Jürgen Jahncke (* 16. Januar 1938 in Bad Doberan; † 7. Dezember 2022 in Kühlungsborn) war ein deutscher Autor, Historiker und Lehrer.

## Leben
Jürgen Jahncke ging in Bad Doberan zur Schule und erlangte 1957 hier die Hochschulreife. Anschließend studierte er von 1957 bis 1960 an der Philosophischen Fakultät der Universität Rostock die Fächer Germanistik und Körpererziehung. Seine Berufslaufbahn als Lehrer begann er 1960 in Kröpelin. Vier Jahre später wechselte er nach Bad Doberan als Deutsch- und Sportlehrer an die Erweiterte Goetheoberschule (EOS), das spätere Gymnasium Friderico-Francisceum. Hier widmete er sich, neben seiner Lehrtätigkeit, der sportlichen Befähigung der Jugendlichen. Er trainierte jeweils eine Mädchen- und eine Jungenmannschaft im Volleyball. Mit diesen nahm er über mehrere Jahre erfolgreich an Meisterschaften im Kreis- und Bezirksmaßstab teil, führte Trainingskamps und sportliche Auswahlkämpfe durch und beteiligte sich mit Mannschaften an den Kinder- und Jugendspartakiaden. Nach einem pädagogischen Fernstudium promovierte er 1973 an der Universität Rostock zum Doktor der Pädagogik. Ab Mitte der 1970er Jahre beschäftigte er sich auch wissenschaftlich mit Themen der sportlichen Betätigung und Fitness von Jugendlichen im Rahmen des außerschulischen Sports. Mehrere der von ihm dabei bearbeiteten Fachthemen wurden in die Vorlesungs- und Seminarreihen der Lehrerweiterbildung aufgenommen.
Zu Beginn der 1990er Jahre wechselte er als Lehrer an seinen Wohnort Kühlungsborn. Hier nahm Jürgen Jahncke seine publizistische Arbeit wieder auf. Eine seiner ersten Arbeiten Rund um die Kühlung zeigte bereits die zukünftige Richtung seiner schriftstellerischen und regional erforschenden Tätigkeit auf. Diese wurde ab 2002 zu einem tragenden Element seines publizistischen Schaffens. Sein regionaler Schwerpunkt blieb dabei vor allem das Ostseebad Kühlungsborn und dessen Umgebung. Neben seiner Arbeit als Kühlungsborner Stadt-Chronist, war er als Autor diverser Sachbücher und freier Journalist für die Ostsee-Zeitung tätig und hielt Vorträge zu regionalen Themen. Ab 2007 war er Mitautor der Kühlungsborner Jahrbücher. Dabei arbeitete Jahncke seit 2015 eng mit dem Verein der Kühlungsborner Heimatfreunde e.V. zusammen, der mehrere Buchprojekte bei ihm in Auftrag gab, die Suche und Auswahl von historischen Quellen sowie Materialien unterstützte und eine weitere Plattform für regionale Forschungen bot. Damit erweiterten sich für ihn die Möglichkeiten, auch touristische Projekte der Stadt, Vorhaben einzelner Institutionen, wie die Kunsthalle oder kirchliche Träger in ihrer Arbeit mit zu unterstützen. Jahncke starb am 7. Dezember 2022. Die Ostseezeitung ehrte ihn am 12. Dezember 2022 mit einem Nachruf.

## Werke
- Aus der Chronik des Ostseebades Kühlungsborn (1219-2020), (2022), Verein der Heimatfreunde Kühlungsborn e.V., Kühlungsborn,[7]
- Kühlungsborner Geschichten, (2020), Verein der Heimatfreunde Kühlungsborn e.V., Kühlungsborn
- Kühlungsborner Jahrbücher (Beiträge im Mecklenburg-Magazin) Jahrgang 2019
- 800 Jahre Kirche – Leben in Kühlungsborn, als Zusammenstellender (2019), Tourismus, Freizeit & Kultur GmbH und Evangelisch-Lutherische Kirchengemeinde Kühlungsborn, Kühlungsborn
- Ostseebad Kühlungsborn 80 Jahre: Stadtrechtverleihung und Namensgebung, (2018), Verein der Heimatfreunde Kühlungsborn e.V., Kühlungsborn
- Schwere Zeit (1945–1948): aus der Geschichte des Ostseebades Kühlungsborn, (2017), Verein der Heimatfreunde Kühlungsborn e.V., Kühlungsborn
- Aus der Geschichte des Ostseebades Kühlungsborn, (2016), Heimatstube stadt-kborn.de, Kühlungsborn
- Mehr als ‛ne Mütz voll Wind, (2015), BS Verlag, Rostock, ISBN 978-3-86785-344-6
- Ostseebad Kühlungsborn : die frühe Entwicklung der Badeorte Fulgen, Brunshaupten und Arendsee, (2015) Kommunalservice Kühlungsborn
- Ostseebad Kühlungsborn : Seebad mit Flair, (2011) TSK Touristik-Service Kühlungsborn
- Kühlungsborner Jahrbücher (als Mitherausgeber und Artikelschreiber), erste Ausgabe 2007, jährlich bis 2019
- Meeresungeheuer im Salzhaff: Geschichten von Fischern, Fahrensmännern und Küstenbewohnern, Verlag Redieck & Schade Rostock 2006, ISBN 978-3-934116-67-2
- Kühlungsborn : ein Streifzug durch das Leben des Badeortes, (2006) Redieck & Schade, Rostock, ISBN 978-3-934116-54-2
- Küste Kühlung und Konvent, (2004), TSK Verlag, Kühlungsborn
- Rund um die Kühlung – Natur, Sehenswertes, Geschichte, Ausflüge, Wanderungen., (1991) Neudruck: (2000), Ostsee Druck, Rostock
- Erfahrungen bei der Gestaltung des Sportunterrichts in der Abiturstufe im Hinblick auf die Vervollkommnung konditioneller Fähigkeiten, Bad Doberan 1984
- Erfahrungen aus der Gestaltung der Spartakiadebewegung im Kreis Bad Doberan, gemeinsam mit Heinz Hamann (Schulamt), Bad Doberan, 1980
- Erfahrungen aus der Gestaltung des Übungsbetriebes mit allgemeinen Sportgruppen an der Erweiterten Oberschule Bad Doberan, Schulamt Bad Doberan 1976
- Erkenntnisse und Erfahrungen aus der Pflege des Volleyballspiels im Sportunterricht und im ausserunterrichtlichen Sport an der Erweiterten Oberschule Bad Doberan, Reihe Pädagogische Lesung Schulamt Bad Doberan 1975
- Probleme der sportlichen Freizeitbetätigung von Mädchen und weiblichen Jugendlichen in allgemeinbildenden Schulen, Hochschulschrift, 1973 (zusammen mit Ingemarie Saß)

als Co-Autor
- Kühlungsborn vor 100 Jahren, zusammen mit Sophie Latteck, (2011), Kühlungsborn
- Kühlungsborn, zusammen mit Ulf Böttcher (Fotograf), (2002) Stadt-Bild-Verlag, Leipzig, ISBN 978-3-934572-46-1